# گوی بلورین (نقاشی)
گوی بلورین (به انگلیسی: The Crystal Ball) یک نقاشی رنگ روغن اثر هنرمند بریتانیایی جان ویلیام واترهاوس است. واترهاوس این اثر را در سال ۱۹۰۲ کشید و همان سال در آکادمی سلطنتی هنر به نمایش گذاشت. این نقاشی با به‌کارگیری خطوط افقی، عمودی و دایره، «به‌جای کمان‌های برجسته گوتیک»، تأثیر رنسانس ایتالیایی را نشان می‌دهد.
این اثر هم‌اکنون بخشی از یک مجموعه خصوصی است. مالک پیشین این نقاشی تصویر جمجه را پوشاند اما مالک بعدی دوباره آن را بازسازی کرد.